# Statu quo (lieux saints)
Pour les articles homonymes, voir Statu quo.

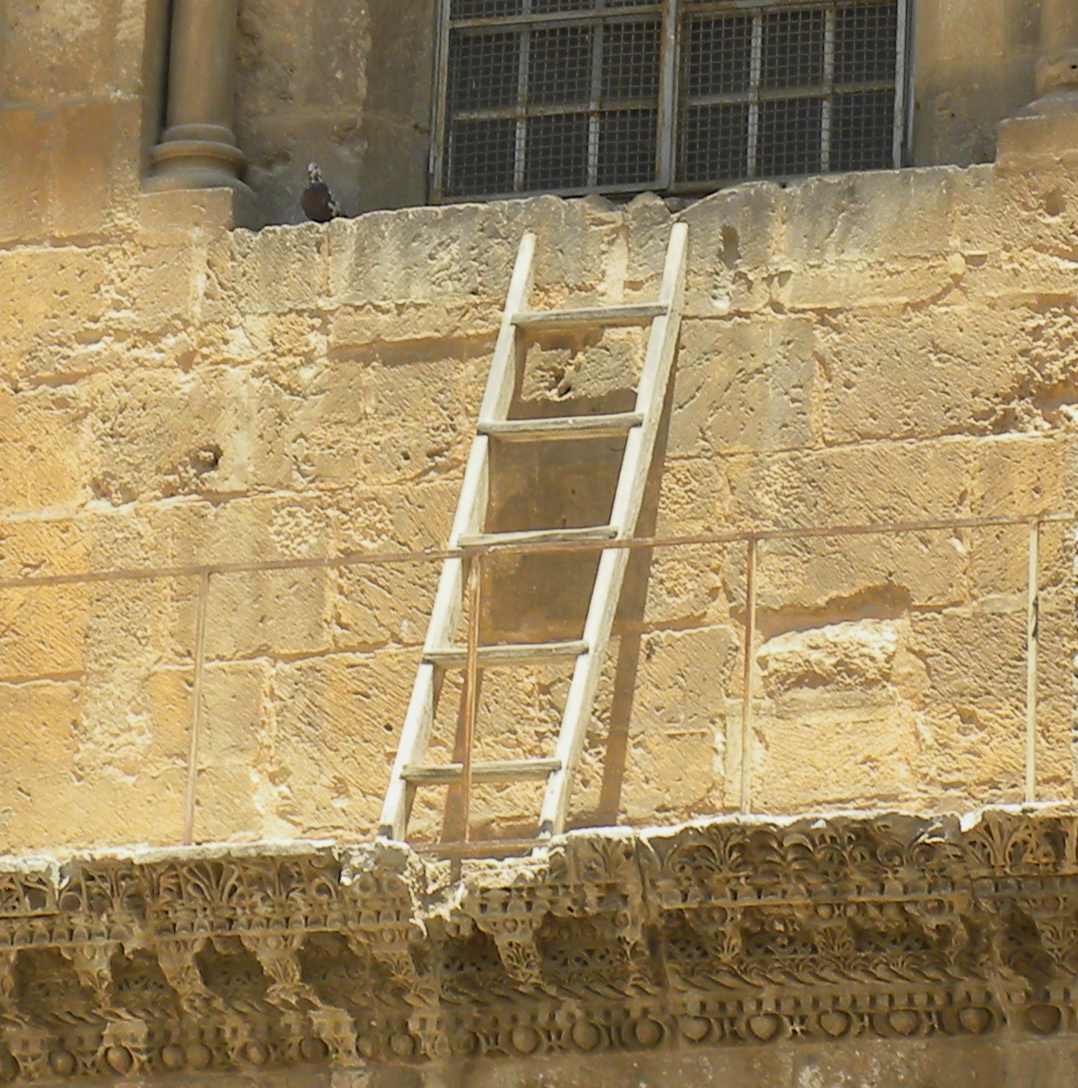
L'« échelle inamovible » à l'entrée principale de l'église du Saint-Sépulcre, symbole du statu quo.

Le Statu quo, ou par anglicisme Status quo, désigne la situation dans laquelle se trouvent les communautés chrétiennes de la Terre sainte dans leurs relations avec les gouvernements de la région, notamment dans le contrôle des sanctuaires des principaux lieux saints chrétiens (église du Saint-Sépulcre, basilique de la Nativité, sépulcre de Marie et chapelle de l'Ascension).

## Historique

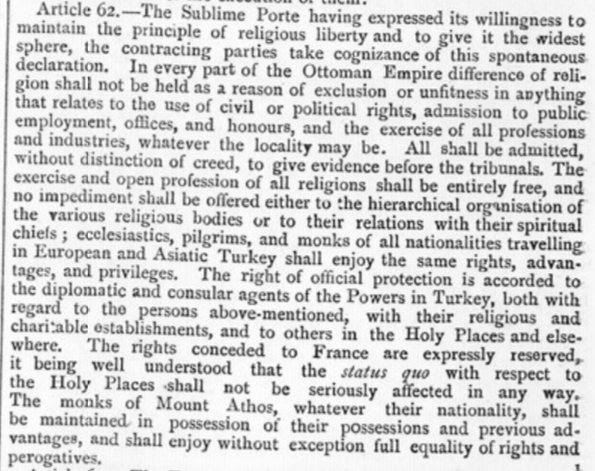
Traité de Berlin Article 62 Statu quo La Sublime Porte ayant exprimé sa volonté de maintenir le principe de la liberté religieuse et de lui donner la plus large sphère, les parties contractantes prennent connaissance de cette déclaration spontanée. Dans toutes les parties de l'Empire ottoman, la différence de région ne sera pas retenue comme motif d'exclusion ou d'inaptitude en tout ce qui concerne l'usage des droits civils ou politiques, l'admission aux emplois publics, aux offices et aux honneurs, et l'exercice de toutes professions et industries, quelle que soit la localité.

À partir du IIIe siècle, sous l’influence des chrétiens qui sont devenus de plus en plus puissants, surtout après l'adoption du christianisme par l’empereur Constantin Ier au IVe siècle, la Palestine prend un statut moral particulier en étant considérée comme Terre sainte. Après la conquête musulmane, puis la période du royaume franc de Jérusalem, la région est sous domination ottomane de 1244 jusqu'au XIXe siècle. Le sultan de l'Empire ottoman confie alternativement les principaux lieux saints chrétiens aux catholiques (notamment l'ordre franciscain qui envoie des missions en terre sainte dès le XIIIe siècle) et aux orthodoxes, ces communautés chrétiennes (réunies sous le vocable de al-ṭawā’if al-masīḥiyya) étant organisées sur le modèle des millets et dotées de droits de propriété et d’usage de chaque sanctuaire (communautés gardiennes, propriétaires, ayant droit et usagères). Chaque communauté religieuse obtient, sur fond de pression politique et de corruption, des capitulations et firmans accordés par la « Sublime Porte », ce qui cause régulièrement des affrontements violents quant à l'administration et l'utilisation des sanctuaires. À partir du XVe siècle, le clergé grec orthodoxe étend son influence en Palestine avec le sultan Mehmed II qui proclame le patriarche grec de Constantinople autorité religieuse et civile pour l’ensemble des chrétiens résidant dans son empire.
À la faveur de la défaite des Ottomans à la bataille de Vienne en 1683, un firman de 1690 oblige les orthodoxes grecs à restituer aux catholiques le contrôle principal des sanctuaires. Les conflits de cohabitation atteignent leur apogée le 2 avril 1757, date à laquelle, la nuit des Rameaux, un soulèvement populaire évince les franciscains du Saint-Sépulcre. Le nouveau rapport de force favorable aux Grecs orthodoxes est confirmé par le firman de 1757 qui leur remet une grande partie de la basilique de la Nativité, la tombe de la Vierge Marie et la presque totalité de la basilique du Saint Sépulcre.
En 1847, le vol de l'étoile incrustée sous l'autel de la Nativité, vol que les catholiques attribuent aux Grecs orthodoxes (ces derniers n'auraient pas accepté que l'inscription gravée soit rédigée en latin) est une des causes directes de la participation française à la guerre de Crimée contre la Russie. Un peu avant cette guerre, le 8 février 1852, l'empereur ottoman, sous la pression du tsar Nicolas, promulgue un firman qui confirme le Statu quo (c’est-à-dire la situation de 1757) tel qu'il existe encore aujourd'hui. Confirmé par le traité de Paris de 1856 et déclaré inviolable dans l'article 62 du traité de Berlin de 1878, le Statu Quo jouit en effet d’une garantie continue dans le droit international.
Un résumé du Status Quo rédigé par Archer Cust (en), un fonctionnaire britannique, The Status Quo in the Holy Places, est devenu le texte de référence sur le sujet,.

## Évocation dans la littérature
Dans son roman La tour d'Ezra, Arthur Koestler évoque une partie de la mise en place concrète du Statu quo au sein de la basilique de la Nativité:

« Sous le titre "Nettoyage de la basilique de la Nativité" on pouvait lire ce qui suit :
1. Que la communauté grecque orthodoxe a le droit d'ouvrir les fenêtres de la basilique donnant au sud seulement pendant le temps du nettoyage.
2. Que la communauté grecque orthodoxe a le droit de placer une échelle sur le sol de la chapelle arménienne pour pouvoir nettoyer la partie supérieure de cette chapelle, au-dessus de la corniche.
3. Que les Arméniens ont le droit de nettoyer la face nord du pilier contre lequel s'appuie la chaire des Grecs orthodoxes, et cela seulement jusqu'à la corniche.
4. Que, par suite d'un accord, il a, en outre, été convenu : 
  1. Que les Grecs doivent attacher leur rideau au clou numéro 2, au pied du pilier placé au sud-est de l'escalier de gauche conduisant à la Crèche. […]
  2. Que les Latins doivent laisser leur rideau tomber naturellement le long de ce même pilier, à une distance de seize centimètres du rideau des Grecs orthodoxes.
  3. Que le clou numéro 1 ne doit être utilisé par aucune communauté. […]

5. Que chaque fois que le gouvernement entreprend de nettoyer cette basilique, il doit le faire au moyen de ses propres instruments.
6. Que l'accord ci-dessus peut être modifié au cas où il serait produit des documents officiels quelconques en faveur de l'une quelconque des communautés ci-dessus mentionnées, avant le nettoyage de l'année suivante. »